# Bestival Live 2011
Bestival Live 2011 – album koncertowy nagrany przez The Cure podczas festiwalu Bestival we wrześniu 2011 roku, a wydany w dniu 5 grudnia 2011 roku. Wszystkie zyski ze sprzedaży albumu trafią na konto lokalnej organizacji charytatywnej Isle of Wight Youth Trust
Album najpierw dostępny był tylko do pobrania w Internecie, a od listopada 2012 także w tradycyjnej wersji w sklepach.

## Lista utworów
Płyta 1
1. "Plainsong" - 5:10
2. "Open" - 6:53
3. "Fascination Street" - 4:58
4. "A Night Like This" - 4:10
5. "The End of the World" - 3:40
6. "Lovesong" - 3:35
7. "Just Like Heaven" - 3:47
8. "The Only One" - 4:14
9. "The Walk" - 3:31
10. "Push" - 4:37
11. "Friday I’m in Love" - 3:34
12. "In Between Days" - 2:58
13. "Play for Today" - 4:06
14. "A Forest" - 6:35
15. "Primary" - 4:20
16. "Shake Dog Shake" - 4:44

Płyta 2
1. "The Hungry Ghost" - 4:48
2. "One Hundred Years" - 6:50
3. "End" - 6:11
4. "Disintergration" - 8:31

Bis 1
1. "Lullaby" - 4:43
2. "The Lovecats" - 3:50
3. "The Caterpillar" - 3:56
4. "Close to Me" - 3:37
5. "Hot Hot Hot!!!" - 3:34
6. "Let's Go to Bed" - 3:36
7. "Why Can't I Be You?" - 3:27

Bis 2
1. "Boys Don’t Cry" - 3:05
2. "Jumping Someone Else's Train" - 3:11
3. "Grinding Halt" - 3:11
4. "10:15 Saturday Night" - 3:41
5. "Killing Another" - 3:37

## Personel
- Robert Smith – wokal, gitara
- Simon Gallup – gitara basowa
- Jason Cooper – perkusja
- Roger O’Donnell – keyboard